# Lekkoatletyka na Letniej Uniwersjadzie 2025
Zawody w lekkoatletyce na Letniej Uniwersjadzie 2025 zostały rozegrane w dniach 21–27 lipca 2025 roku. Areną zmagań był Lohrheidestadion.

## Rezultaty

### Mężczyźni
| Konkurencja                   | 1. miejsce                                                                      | Wynik                                                     | 2. miejsce                                                                            | Wynik                                                                        | 3. miejsce                                                                        | Wynik                                          |
| ----------------------------- | ------------------------------------------------------------------------------- | --------------------------------------------------------- | ------------------------------------------------------------------------------------- | ---------------------------------------------------------------------------- | --------------------------------------------------------------------------------- | ---------------------------------------------- |
| Bieg na 100 m                 | Bayanda Walaza                                                                  | 10,16                                                     | Puripol Boonson                                                                       | 10,22                                                                        | Hiroki Yanagita                                                                   | 10,23                                          |
| Bieg na 200 m                 | Bayanda Walaza                                                                  | 20,63                                                     | Adrià Alfonso Medero                                                                  | 20,70                                                                        | Lee Jae-seong                                                                     | 20,75                                          |
| Bieg na 400 m                 | Lythe Pillay                                                                    | 44,84                                                     | Patrik Simon Enyingi                                                                  | 45,41                                                                        | Edoardo Scotti                                                                    | 45,61                                          |
| Bieg na 800 m                 | David Barroso                                                                   | 1:47,64                                                   | Maciej Wyderka                                                                        | 1:48,01                                                                      | Mehmet Çelik                                                                      | 1:48,07                                        |
| Bieg na 1500 m                | Filip Ostrowski                                                                 | 3:46,10                                                   | Titouan Le Grix                                                                       | 3:46,32                                                                      | Samuel Charig                                                                     | 3:46,62                                        |
| Bieg na 5000 m                | Arthur Gervais                                                                  | 15:02,00                                                  | David Mullarkey                                                                       | 15:02,39                                                                     | Collins Kiprotich                                                                 | 15:02,47                                       |
| Bieg na 10 000 m              | Brian Musau                                                                     | 28:42,39                                                  | David Mullarkey                                                                       | 28:43,44                                                                     | Mario Priego                                                                      | 28:45,02                                       |
| Bieg na 3000 m z przeszkodami | Ruben Querinjean                                                                | 8:18,46                                                   | Alejandro Quijada                                                                     | 8:20,70                                                                      | István Palkovits                                                                  | 8:35,05                                        |
| Bieg na 110 m przez płotki    | Tatsuki Abe                                                                     | 13,47                                                     | Ángel Díaz Rodríguez                                                                  | 13,59                                                                        | Mondray Barnard                                                                   | 13,59                                          |
| Bieg na 400 m przez płotki    | Berke Akçam                                                                     | 49,29                                                     | Ryan Matulonis                                                                        | 49,38                                                                        | Patrik Dömötör                                                                    | 49,45                                          |
| Sztafeta 4 × 100 m            | Korea Południowa Seo Min-jun · Nwamadi Joel-jin · Lee Jae-seong · Lee Jun-hyuk  | 38,50                                                     | Południowa Afryka Kyle Zinn · Retshidisitswe Mlenga · Mthi Mthimkulu · Bayanda Walaza | 38,80                                                                        | Indie Lalu Bhoi · Animesh Kujur · Manikanta Hoblidhar · Dondapati Mrutyam Jayaram | 38,89                                          |
| Sztafeta 4 × 400 m            | Polska Daniel Sołtysiak · Marcin Karolewski · Wiktor Wróbel · Maksymilian Szwed | 3:03,64                                                   | Stany Zjednoczone Joey Gant · Xavier Donaldson · Ryan Matulonis · Jake Palermo        | 3:04,34                                                                      | Turcja Kubilay Ençü · İsmail Nezir · Berke Akçam · İlyas Çanakçı                  | 3:04,40                                        |
| Półmaraton                    | Shinsaku Kudo                                                                   | 1:02:29                                                   | Ramazan Baştuğ                                                                        | 1:02:35                                                                      | Ryuto Uehara                                                                      | 1:02:39                                        |
| Półmaraton, druż.             | Japonia Shinsaku Kudo · Ryuto Uehara · Kento Baba                               | Japonia Shinsaku Kudo · Ryuto Uehara · Kento Baba         | Turcja Ramazan Baştuğ · Ayetullah Aslanhan · Azat Demirtaş · Ömer Amaçtan             | Turcja Ramazan Baştuğ · Ayetullah Aslanhan · Azat Demirtaş · Ömer Amaçtan    | Chiny Ma Rui · Chen Zhongping · Wang Wenjie                                       | Chiny Ma Rui · Chen Zhongping · Wang Wenjie    |
| Chód na 20 km                 | Andrea Cosi                                                                     | 1:19:48                                                   | Atsuki Tsuchiya                                                                       | 1:20:08                                                                      | Mykoła Ruszczak                                                                   | 1:20:10                                        |
| Chód na 20 km, druz.          | Japonia Atsuki Tsuchiya · Keisuke Hara · Taisei Yoshizako                       | Japonia Atsuki Tsuchiya · Keisuke Hara · Taisei Yoshizako | Australia William Thompson · Timothy Fraser · Isaac Beacroft · Corey Dickson          | Australia William Thompson · Timothy Fraser · Isaac Beacroft · Corey Dickson | Chiny Hu Xuanfei · Huang Peiyang · Sun Chaofan                                    | Chiny Hu Xuanfei · Huang Peiyang · Sun Chaofan |
| Skok wzwyż                    | Jonathan Kapitolnik                                                             | 2,27                                                      | Fu Chao-hsuan                                                                         | 2,25                                                                         | Roman Anastasios                                                                  | 2,20                                           |
| Skok o tyczce                 | Simen Guttormsen                                                                | 5,75                                                      | Valters Kreišs                                                                        | 5,65                                                                         | Márton Böndör                                                                     | 5,55                                           |
| Skok w dal                    | Shu Heng                                                                        | 8,09                                                      | Koki Fujihara                                                                         | 8,00                                                                         | Luka Herden                                                                       | 7,96                                           |
| Trójskok                      | Connor Murphy                                                                   | 16,77                                                     | Praveen Chithravel                                                                    | 16,66                                                                        | João Pedro Silva de Azevedo                                                       | 16,35                                          |
| Pchnięcie kulą                | Aiden Smith                                                                     | 20,25                                                     | Xing Jialiang                                                                         | 20,08                                                                        | Riccardo Ferrara                                                                  | 19,91                                          |
| Rzut dyskiem                  | Miká Sosna                                                                      | 64,26                                                     | Steven Richter                                                                        | 61,77                                                                        | Mychajło Brudin                                                                   | 60,71                                          |
| Rzut młotem                   | Mychajło Kochan                                                                 | 77,10                                                     | Merlin Hummel                                                                         | 77,03                                                                        | Giorgio Olivieri                                                                  | 73,78                                          |
| Rzut oszczepem                | Simon Wieland                                                                   | 79,33                                                     | Nick Thumm                                                                            | 78,47                                                                        | Topias Laine                                                                      | 75,96                                          |
| Dziesięciobój                 | Benjamin Guse                                                                   | 7918                                                      | Aleksi Savolainen                                                                     | 7619                                                                         | Nino Portmann                                                                     | 7614                                           |

### Kobiety
| Konkurencja                   | 1. miejsce                                                                  | Wynik                                                               | 2. miejsce                                                                          | Wynik                                                                               | 3. miejsce                                                                     | Wynik                                                                          |
| ----------------------------- | --------------------------------------------------------------------------- | ------------------------------------------------------------------- | ----------------------------------------------------------------------------------- | ----------------------------------------------------------------------------------- | ------------------------------------------------------------------------------ | ------------------------------------------------------------------------------ |
| Bieg na 100 m                 | Georgia Harris                                                              | 11,44                                                               | Magdalena Stefanowicz                                                               | 11,49                                                                               | Gabriella Marais                                                               | 11,51                                                                          |
| Bieg na 200 m                 | Vittoria Fontana                                                            | 22,79                                                               | Léonie Pointet                                                                      | 22,81                                                                               | Esperança Cladera                                                              | 23,03                                                                          |
| Bieg na 400 m                 | Barbora Malíková                                                            | 51,52                                                               | Veronika Drljačić                                                                   | 51,66                                                                               | Alessandra Bonora                                                              | 52,41                                                                          |
| Bieg na 800 m                 | Eloisa Coiro                                                                | 1:59,84                                                             | Veronica Vancardo                                                                   | 2:00,08                                                                             | Daniela García                                                                 | 2:00,12                                                                        |
| Bieg na 1500 m                | Joceline Wind                                                               | 4:19,96                                                             | Sarah Calvert                                                                       | 4:20,18                                                                             | Kimberley May                                                                  | 4:20,39                                                                        |
| Bieg na 5000 m                | Julia David-Smith                                                           | 15:34,57                                                            | Seema                                                                               | 15:35,86                                                                            | Emily Parker                                                                   | 15:36,12                                                                       |
| Bieg na 10 000 m              | Klara Lukan                                                                 | 31:25,84                                                            | Sarah Wanjiru                                                                       | 31:41,80                                                                            | Alicia Berzosa                                                                 | 32:00,73                                                                       |
| Bieg na 3000 m z przeszkodami | Ilona Mononen                                                               | 9:31,86                                                             | Ankita Dhyani                                                                       | 9:31,99                                                                             | Adia Budde                                                                     | 9:33,34                                                                        |
| Bieg na 100 m przez płotki    | Saara Keskitalo                                                             | 12,88                                                               | Anna Tóth                                                                           | 12,88                                                                               | Alicja Sielska                                                                 | 12,95                                                                          |
| Bieg na 400 m przez płotki    | Alice Muraro                                                                | 54,60                                                               | Michelle Smith                                                                      | 55,65                                                                               | Sára Mátó                                                                      | 55,92                                                                          |
| Sztafeta 4 × 100 m            | Australia Georgia Harris · Kristie Edwards · Olivia Inkster · Jessica Milat | 43,46                                                               | Szwajcaria Larissa Bertényi · Léonie Pointet · Léonie Pointet · Soraya Becerra      | 43,47                                                                               | Niemcy Louise Wieland · Talea Prepens · Svenja Pfetsch · Jolina Ernst          | 43,60                                                                          |
| Sztafeta 4 × 400 m            | Niemcy Vivienne Morgenstern · Mona Mayer · Sabrina Heil · Yasmin Amaadacho  | 3:29,68                                                             | Polska Kinga Gacka · Weronika Bartnowska · Paulina Kubis · Aleksandra Formella      | 3:30,21                                                                             | Kanada Paige Willems · Paige Willems · Georgia Oland · Favour Okpali           | 3:34,16                                                                        |
| Półmaraton                    | Ma Xiuzhen                                                                  | 1:12:48                                                             | Makoto Tsuchiya                                                                     | 1:12:58                                                                             | Mariya Noda                                                                    | 1:13:16                                                                        |
| Półmaraton, druż.             | Japonia Makoto Tsuchiya · Mariya Noda · Ayaka Maeda · Aoi Takahashi         | Japonia Makoto Tsuchiya · Mariya Noda · Ayaka Maeda · Aoi Takahashi | Chiny Ma Xiuzhen · Li Yingcui · Wang Jiali                                          | Chiny Ma Xiuzhen · Li Yingcui · Wang Jiali                                          | Turcja Nursena Çeto · Dilek Öztürk · Ezgi Kaya                                 | Turcja Nursena Çeto · Dilek Öztürk · Ezgi Kaya                                 |
| Chód na 20 km                 | Elizabeth McMillen                                                          | 1:28:18 =                                                           | Ning Jinlin                                                                         | 1:28:32                                                                             | Ji Haiying                                                                     | 1:29:14                                                                        |
| Chód na 20 km, druz.          | Chiny Ning Jinlin · Ji Haiying · Luo Yue                                    | Chiny Ning Jinlin · Ji Haiying · Luo Yue                            | Australia Elizabeth McMillen · Olivia Sandery · Alexandra Griffin · Allanah Pitcher | Australia Elizabeth McMillen · Olivia Sandery · Alexandra Griffin · Allanah Pitcher | Indie Sejal Singh · Munita Prajapati · Mansi Negi · Shalini · Mahima Choudhary | Indie Sejal Singh · Munita Prajapati · Mansi Negi · Shalini · Mahima Choudhary |
| Skok wzwyż                    | Una Stancev                                                                 | 1,91                                                                | Asia Tavernini                                                                      | 1,89                                                                                | Jelena Kuliczenko                                                              | 1,87                                                                           |
| Skok o tyczce                 | Elien Vekemans                                                              | 4,60                                                                | Kitty Faye                                                                          | 4,50                                                                                | Rachel Grenke                                                                  | 4,35                                                                           |
| Skok w dal                    | Agate de Sousa                                                              | 6,70                                                                | Xiong Shiqi                                                                         | 6,68                                                                                | Natalia Linares                                                                | 6,67                                                                           |
| Trójskok                      | Sharifa Davronova                                                           | 14,33                                                               | Linda Suchá                                                                         | 13,89                                                                               | Desleigh Owusu                                                                 | 13,86                                                                          |
| Pchnięcie kulą                | Axelina Johansson                                                           | 18,45                                                               | Abria Smith                                                                         | 17,38                                                                               | Colette Uys                                                                    | 17,34                                                                          |
| Rzut dyskiem                  | Özlem Becerek                                                               | 61,15                                                               | Caisa-Marie Lindfors                                                                | 58,80                                                                               | Antonia Kinzel                                                                 | 58,43                                                                          |
| Rzut młotem                   | Zhao Jie                                                                    | 72,80                                                               | Nicola Tuthill                                                                      | 69,98                                                                               | Sara Killinen                                                                  | 67,80                                                                          |
| Rzut oszczepem                | Esra Türkmen                                                                | 59,90                                                               | Evelyn Bliss                                                                        | 57,37                                                                               | Jana van Schalkwyk                                                             | 56,73                                                                          |
| Siedmiobój                    | Kate O'Connor                                                               | 6487                                                                | Szabina Szűcs                                                                       | 6081                                                                                | Emelia Surch                                                                   | 6068                                                                           |

### Zawody mieszane
| Konkurencja                 | 1. miejsce                                                                              | Wynik   | 2. miejsce                                                                         | Wynik   | 3. miejsce                                                                               | Wynik   |
| --------------------------- | --------------------------------------------------------------------------------------- | ------- | ---------------------------------------------------------------------------------- | ------- | ---------------------------------------------------------------------------------------- | ------- |
| Sztafeta mieszana 4 × 400 m | Polska Daniel Sołtysiak · Weronika Bartnowska · Marcin Karolewski · Aleksandra Formella | 3:15,58 | Południowa Afryka Mthi Mthimkulu · Precious Molepo · Lythe Pillay · Marlie Viljoen | 3:16,42 | Stany Zjednoczone Xavier Donaldson II · Zoey Goldstein · Jake Palermo · Charlee Crawford | 3:17,91 |

## Klasyfikacja medalowa
*   Gospodarz ( Niemcy)
| Miejsce | Reprezentacja                        | Złoto | Srebro | Brąz | Razem |
| ------- | ------------------------------------ | ----- | ------ | ---- | ----- |
| 1       | Japonia                              | 5     | 3      | 3    | 11    |
| 2       | Australia                            | 5     | 2      | 3    | 10    |
| 3       | Chiny                                | 4     | 4      | 3    | 11    |
| 4       | Południowa Afryka                    | 4     | 2      | 4    | 10    |
| 5       | Włochy                               | 4     | 1      | 4    | 9     |
| 6       | Polska                               | 3     | 3      | 1    | 7     |
| 7       | Turcja                               | 3     | 2      | 3    | 8     |
| 8       | Hiszpania                            | 2     | 3      | 4    | 9     |
| 8       | Niemcy                               | 2     | 3      | 4    | 9     |
| 10      | Szwajcaria                           | 2     | 3      | 1    | 6     |
| 11      | Finlandia                            | 2     | 1      | 2    | 5     |
| 12      | Francja                              | 2     | 1      | 0    | 3     |
| 13      | Kenia                                | 1     | 1      | 1    | 3     |
| 14      | Szwecja                              | 1     | 1      | 0    | 2     |
| 14      | Czechy                               | 1     | 1      | 0    | 2     |
| 14      | Norwegia                             | 1     | 1      | 0    | 2     |
| 14      | Irlandia                             | 1     | 1      | 0    | 2     |
| 18      | Ukraina                              | 1     | 0      | 2    | 3     |
| 19      | Korea Południowa                     | 1     | 0      | 1    | 2     |
| 20      | Słowenia                             | 1     | 0      | 0    | 1     |
| 20      | Luksemburg                           | 1     | 0      | 0    | 1     |
| 20      | Belgia                               | 1     | 0      | 0    | 1     |
| 20      | Portugalia                           | 1     | 0      | 0    | 1     |
| 20      | Uzbekistan                           | 1     | 0      | 0    | 1     |
| 20      | Izrael                               | 1     | 0      | 0    | 1     |
| 26      | Stany Zjednoczone                    | 0     | 4      | 1    | 5     |
| 27      | Węgry                                | 0     | 3      | 3    | 6     |
| 28      | Wielka Brytania                      | 0     | 3      | 2    | 5     |
| 28      | Indie                                | 0     | 3      | 2    | 5     |
| 30      | Wyspy Dziewicze Stanów Zjednoczonych | 0     | 1      | 0    | 1     |
| 30      | Chorwacja                            | 0     | 1      | 0    | 1     |
| 30      | Chińskie Tajpej                      | 0     | 1      | 0    | 1     |
| 30      | Tajlandia                            | 0     | 1      | 0    | 1     |
| 30      | Łotwa                                | 0     | 1      | 0    | 1     |
| 35      | Kanada                               | 0     | 0      | 2    | 2     |
| 36      | Kolumbia                             | 0     | 0      | 1    | 1     |
| 36      | Cypr                                 | 0     | 0      | 1    | 1     |
| 36      | Słowacja                             | 0     | 0      | 1    | 1     |
| 36      | Nowa Zelandia                        | 0     | 0      | 1    | 1     |
| 36      | Brazylia                             | 0     | 0      | 1    | 1     |
| Razem   | Razem                                | 51    | 51     | 51   | 153   |

Źródło: 